# رود کوشیرو
رود کوشیرو (به لاتین: Kushiro River) یک رود در ژاپن است که در Kushiro Subprefecture واقع شده‌است.